# Dialeto cântabro
O cântabro (endónimo: cántabru; em castelhano: cántabro, montañés ou habla montañesa) é uma variedade linguística falado na Cantábria (norte de Espanha). Embora segundo alguns autores seja um dialeto do asturo-leonês, atualmente a generalidade dos linguistas considera que é um conjunto subdialetal do castelhano setentrional com influências asturo-leonesas. Pelas peculiaridades que apresenta, é considerada uma variedade de transição entre castelhano e o o diassistema asturo-leonês.

## Fonologia
|                   | Labial | Labial  | Dental    | Dental  | Alveolar | Palatal | Palatal  | Velar    | Velar   | Glotal   |
| ----------------- | ------ | ------- | --------- | ------- | -------- | ------- | -------- | -------- | ------- | -------- |
| Nasal             | m[m]   | m[m]    |           |         | n[n]     | ɲ[ñ]    | ɲ[ñ]     |          |         |          |
| Oclusiva          | p[p]   | b(β̞)[b] | t[t]      | d(ð̞)[d] |          | tʃ[ch]  | j(ɟ͡ʝ)[y] | k[c/q/k] | ɡ(ɰ)[g] |          |
| Continuante       | f[f]   | b(β̞)[b] | θ(ð)[z/c] | d(ð̞)[d] | s(z)[s]  |         | j(ɟ͡ʝ)[y] |          | ɡ(ɰ)[g] | h[j/g/ḥ] |
| Vibrante múltipla |        |         |           |         | r[r/rr]  |         |          |          |         |          |
| Vibrante simples  |        |         |           |         | ɾ[r]     |         |          |          |         |          |
| Lateral           |        |         |           |         | l[l]     | ʎ[ll]   | ʎ[ll]    |          |         |          |

(): alófono.
[]: representação na escrita.

## Comparação entre variedades linguísticas
|                           | Localização           | Bloco linguístico                                       | Texto |
| ------------------------- | --------------------- | ------------------------------------------------------- | --- |
| Dialetos asturo-leoneses  |                       |                                                         | |
| Fala de Carreño           | Astúrias              | Central                                                 | Tolos seres humanos nacen llibres y iguales en dignidá y drechos y, pola mor de la razón y la conciencia de so, han comportase fraternalmente los unos colos otros.             |
| Fala de Somiedo           | Astúrias              | Ocidental                                               | Tódolos seres humanos nacen ḷḷibres ya iguales en dignidá ya dreitos ya, dotaos cumo tán de razón ya conciencia, han portase fraternalmente los unos conos outros.              |
| Paḷḷuezu                  | Leão                  | Ocidental                                               | Tódolos seres humanos nacen ḷḷibres ya iguales en dignidá ya dreitos ya, dotaos cumo tán de razón ya conciencia, han portase fraternalmente los unos conos outros.              |
| Cabreirês                 | Leão                  | Ocidental                                               | Tódolos seres humanos ñacen llibres y iguales en dignidá y dreitos y, dotaos cumo están de razón y concéncia, han portase fraternalmente los unos pa coños outros.              |
| Mirandês                  | Trás-os-Montes        | Ocidental                                               | Todos ls seres houmanos nácen lhibres i eiguales an denidade i an dreitos. Custuituídos de rezon i de cuncéncia, dében portar-se uns culs outros an sprito de armandade.        |
| Castelhano                |                       |                                                         | |
| Estremenho                | Estremadura Salamanca | Falas de transição entre o asturo-leonês e o castelhano | Tolos hombris nacin libris i egualis en digniá i derechus i, comu gastan razón i concéncia, ebin comportal-se comu hermanus los unus conos otrus.                               |
| Cântabro ou montanhês     | Cantábria             | Falas de transição entre o asturo-leonês e o castelhano | Tolos seris humanos nacin libris y eguales en dignidá y drechos y, dotaos comu están de razón y conciencia, tién de comportase comu hermanos los unos conos otros.              |
| Castelhano (norma padrão) | Castela               | Castelhano                                              | Todos los seres humanos nacen libres e iguales en dignidad y derechos y, dotados como están de razón y conciencia, deben comportarse fraternalmente los unos con los otros.     |
| Galego-português          |                       |                                                         | |
| Português                 | Portugal              | Português                                               | Todos os seres humanos nascem livres e iguais em dignidade e em direitos. Dotados de razão e de consciência, devem agir uns para com os outros em espírito de fraternidade.     |
| Galego                    | Galiza                | Galego                                                  | Todos os/tódolos seres humanos nacen ceibes e iguais en dignidade e dereitos e, dotados como están de senso e consciencia, deben de se comportar fraternalmente uns cos outros. |